# Yuri Cunza

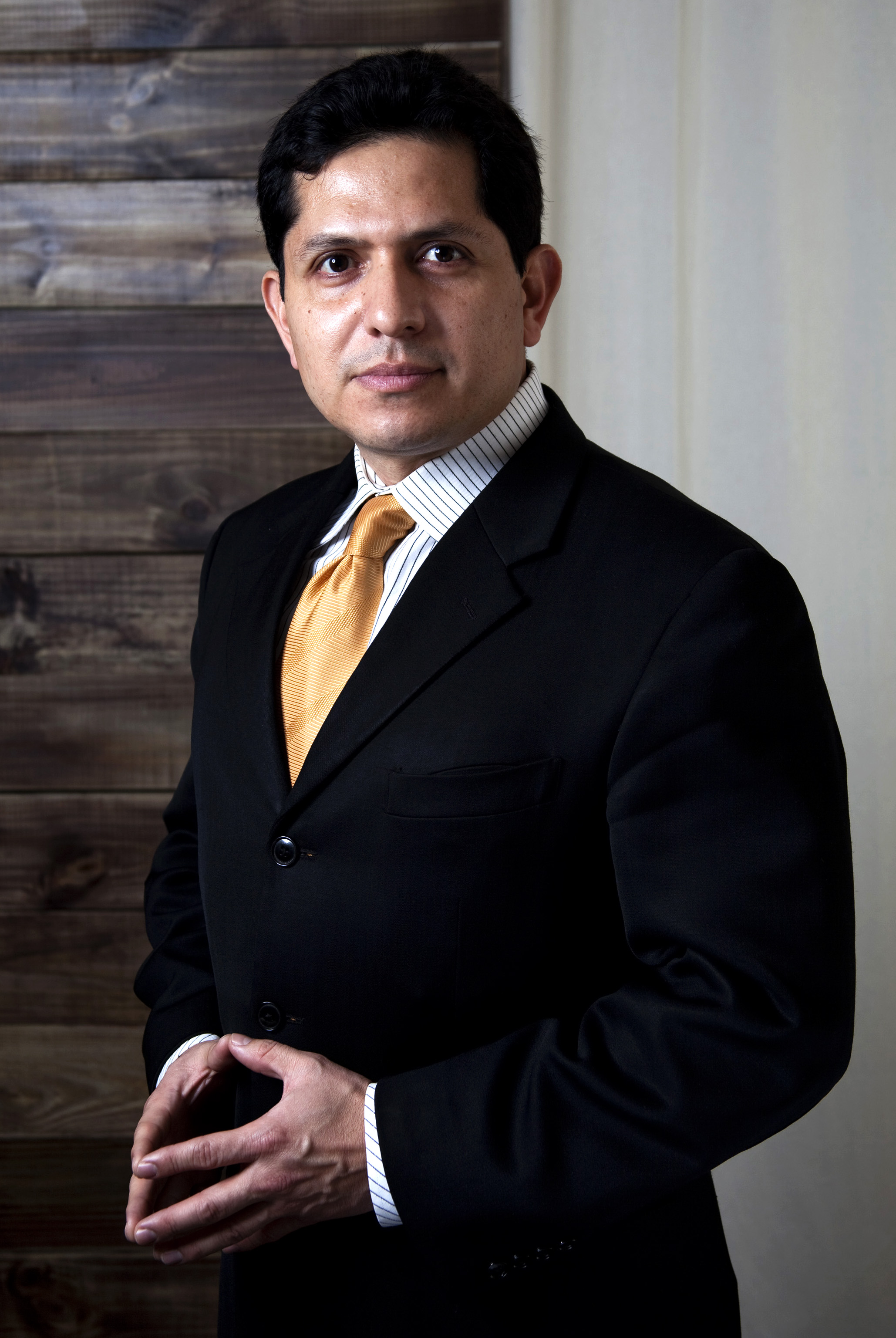
Yuri Cunza, Nashville, Tennessee

Yuri Cunza Es un empresario hispano-americano social, profesional de medios de comunicación, periodista, artista visual, dirigente empresarial, y defensor de la comunidad. Cunza actualmente sirve como Presidente y CEO de la Cámara de Comercio Hispana del Área Nashville, y es fundador y general del diario en español La Noticia y es dueño de Y&K una compañía de comunicaciones y de servicios de consultoría para medios y producciones audiovisuales (radio, cine, TV y web) basada en Nashville. En septiembre del 2018, Yuri Cunza fue seleccionado para servir Archivado el 23 de septiembre de 2018 en Wayback Machine. en el Consejo de Directores de la Cámara de Comercio Hispana de los Estados Unidos (Junta Directiva) Archivado el 30 de septiembre de 2018 en Wayback Machine. de Comercio. La USHCC (por sus siglas) es la organización empresarial hispana más grande en los Estados Unidos. Fue fundada en 1979 y su sede centra se encuentra en Washington D. C.. La Cámara (USHCC)  promueve el crecimiento económico y desarrollo de empresarios y representa los intereses de casi 4.37 millones de negocios hispanos en los EE. UU. quienes conjuntamente contribuyen en exceso de $700 mil millones a la economía americana.
Yuri Cunza Es cofundador de la Fundación NAHCC creada en 2008 y que existe para adelantar oportunidades educativas para la juventud hispana y para inspirar interés de niños en tecnologías y descubrimientos futuros para combatir asuntos que fuerzan a las familias y personas a la desesperación económica. El trabajo humanitario de Cunza incluye su defensa y búsqueda para encontrar una solución para las disparidades socioeconómicas de los hispanos en los EE. UU. es también un miembro representando a Tennessee del Comité de Asesores para laCoalición de Liderazgo Global de los EE.UU/, La Sociedad Para Una Economía americana Nueva, y en el Steering Comité de Main Street Archivado el 1 de octubre de 2018 en Wayback Machine. -TN Coalición de Oportunidad y Crecimiento.

## Biografía
Cunza se formó en el Instituto de Teatro Internacional (ITI-UNESCO) y Centro de Teatro peruano (CPT) en Lima, Perú. Más tarde recibió una beca para continuar sus estudios bajo la guía del educador y director Eduardo Navarro. Continuó su trabajo en teatro, cine y televisión en su Perú nativo y más tarde como Director/de Productor en Argentina mientras atendía como estudiante en la escuela de medicina en la Universidad del Nordeste en Corrientes, Argentina. Más tarde continuó sus estudios en los EE. UU. logrando un B.F.A en Dirección de Cine y Bellas Artes de Watkins Universidad de Diseño & de Arte en 2003.
Después de cursar estudios en el colegio San Norberto una escuela católica privada en Lima, Perú, paso casi un año en Paraguay mientras esperaba un visado para el programa de intercambio estudiantil para atender la escuela de medicina en la Universidad Nacional del Nordeste (UNNE) en la ciudad de Corrientes, Argentina de 1989 a 1992.
Cunza se mudó a Nashville para residir permanentemente en 1996. Continuando su educación en Watkins Universidad de Diseño & de Arte hasta lograr su grado universitario de Bachiller en Bellas Artes y Dirección de Cine. Su experiencia profesional incluye la serie Mujeres Sin Fronteras para CVC- Argentina (TV). En 2000 Cunza produjo Hispanos de Hoy, un segmento televisivo bilingüe semanal con él como anfitrión primario gracias a  la veterana conductora televisiva Teresa Hannah para la cadena NBC y su filial local WSMV-Canal 4 Nashville.
Las perspectivas de Cunza en asuntos de diversidad han sido influidas por vivencias en diferentes países latino-americanos y aparecen reflejados en su trabajo: 'rico en mensajes de fuerte contenido social'. Bajo la Piel un documental escrito, dirigido y producido pir Cunza en el 2001 toma una mirada profunda a la dinámica de diversidad racial en las relaciones humanas -representando con exactitud nuestra actual dimensión multicultural en América. Una selección oficial del Festival de cine Independiente de Nashville en 2002 y también en el Internacional Film Forum en 2003, Bajo la Piel fue emitida en su premier a través de WSMV Ch-4 Nashville, el 8 de julio de 2001.
Cunza] Es un activo promotor del desarrollo y crecimiento empresarial hispano así como vocal defensor de los derechos inmigrantes y causas cívicas en Tennessee. Sus comentarios han sido presentados en varias publicaciones de lengua inglesa y medios de comunicación incluyendo TN Negocio, El Tennessean, The City Paper, The Nashville Business Journal, American Renaissance, the SCENE, The Associated Press, Reuters, Channels, 2, 4, 5 and 17, National Public Radio (NPR), WPLN and Radio Free Nashville. En 2006-07 Cunza empezó co-la producción de "Pulso Mundial" Siendo el primer programa matutino de radio bilingüe en Nashville emitido todos los viernes a través de la radio 98.9 FM.
Cunza fue elegido en julio del 2010 como Miembro del Consejo General del Gremio de Actores de Cine. Sirve en la junta directiva de Historic Nashville Inc, Ciudades de Hermana de Nashville (Sister Cities) y la organización Nashville CARES, de servicio comunitaria para quienes sufren de sida.
Desde el 2009, Cunza sirve como Presidente & CEO de la Cámara de Comercio Hispana de Nashville (NAHCC), La asociación empresarial hispana de miembros de negocios en Tennessee más reconocida. Fundada el 27 de enero de 2000, la NAHCC representa negocios, empresarios, profesionales y organizaciones con interés en el creciente mercado hispano en Nashville. Bajo el liderazgo de Cunza la organización firmó un Acuerdo Inter-Camara para El Crecimiento con la Cámara Hispana de Tennessee Del Este, y empezó explorar crecimiento a través de filiales en Murfreesboro, Franklin y Clarksville.
En 2012, Yuri Cunza completó sus estudios especializados en la Universidad de Harvard Kennedy School of Government en un Programa de Educación Ejecutiva con especialidad en la Creación de Soluciones Colaborativas, y centrando en el  énfasis del Manejo y Administración Innovativa, Negociación, Liderazgo Adaptivo, e Innovación en el Sector público.
En septiembre de 2013, la liga de nacional de futbol americano (NFL), los Tennessee Titans seleccionaron a Cunza como ganador del premio anual al Liderazgo Hispano (Titans Hispanic Heritage Leadership Award). El 15 de septiembre de 2013, Yuri Cunza recibió el 'Premio al Liderazgo Comunitario' de la SBA (Administración de Pequeñas Empresas de EE. UU.) de manos del Director del Distrito de SBA-Tennessee, Walter Perry, durante una ceremonia en la Universidad de Belmont para marcar el comienzo del Mes de la Herencia Hispana.
El 15 de octubre de 2014, Cunza marcó con éxito su décimo año produciendo los Premios a la Comunidad y Negocios del Mes de la Herencia Hispana en Nashville, ahora bajo la Fundación NAHCC, que cofundó con Loraine Segovia-Paz, ganadora del premio al Liderazgo de la Herencia Hispana de la NFL 2014.
El 10 de diciembre de 2014, Yuri Cunza recibió el Premio al Servicio Destacado para Promover los Derechos Humanos en la ceremonia del Día de los Derechos Humanos de Tennessee celebrada en el Centro de la Primera Enmienda en Nashville.
En mayo de 2015, Cunza recibió el premio Avant-Garde MOSAIC de 2015 por el "Avance de la diversidad" de la Federación Estadounidense de Publicidad - Nashville.
El artículo "La seguridad alimentaria mundial hace que Tennessee, EE. UU. sea más seguro", escrito por Cunza y el teniente comandante. Patrick Ryan USN, jubilado, fundador y presidente del Consejo de Asuntos Mundiales de Tennessee, se publicó el 2 de agosto de 2016 en el periódico The Tennessean.
El 29 de marzo de 2016, Cunza firmó en nombre de la Cámara de Comercio Hispana del Área de Nashville que dirige como presidente y director ejecutivo, un acuerdo de asociación estratégica entre cámaras con la Cámara de Comercio Afroamericana de Nashville (Nashville Black Chamber of Commerce). Cunza firmó acuerdos similares para establecer una relación de trabajo entre organizaciones que mejorarán la disponibilidad y la prestación de servicios de apoyo empresarial y simultáneamente promoverán el desarrollo económico y la excelencia en el área metropolitana de Nashville y el centro de Tennessee, con la Cámara de Comercio LGBT de Nashville el 10 de octubre de 2016, y con la asociación empresarial y de desarrollo económico, Williamson Inc, el 22 de marzo de 2017. Desde el 2017, Cunza forma parte de la Junta Asesora Empresarial de la Universidad Fisk, una universidad privada históricamente negra fundada en 1866 en Nashville, Tennessee, y la primera institución afroamericana en obtener la acreditación de la Asociación Sureña de Colegios y Escuelas.
El 2 de octubre de 2017, Yuri Cunza recibió en nombre de la Cámara de Comercio Hispana del Área de Nashville el Premio a la Cámara del Año por parte de la Cámara de Comercio Hispana de los Estados Unidos (USHCC). La USHCC reconoce a la Cámara del Año entre más de 200 Cámaras de Comercio Hispanas en todo el país. Los ganadores de los premios son seleccionados por un panel independiente de jueces y se eligen en función de sus contribuciones a sus ecosistemas comerciales, logros sobresalientes, calidad de servicio, innovación de programas, liderazgo y compromiso con la comunidad empresarial hispana.
El 1 de marzo de 2018, Yuri Cunza y la NAHCC se unieron a la Cámara de Comercio Hispana de los Estados Unidos para instar al Congreso a tomar medidas inmediatas para proteger el programa DACA. "En nombre de aproximadamente 2000 empresas de propiedad hispana en Tennessee, instamos encarecidamente al Congreso a que tome medidas inmediatas para proporcionar una resolución permanente para los beneficiarios de DACA", dijo Yuri Cunza, presidente y director ejecutivo de la Cámara de Comercio Hispana del Área de Nashville. "La falta de certeza ha causado confusión y miedo entre los adultos jóvenes elegibles para DACA. La inacción del Congreso resultará en la pérdida de una fuerza laboral altamente educada y capacitada en nuestra comunidad". Desde el 2018 Yuri Cunza es miembro de la junta directiva nacional de la USHCC y lídera la región 6 del país que cubre los territorios de Alabama, Florida, Georgia, Misisipi, Carolina del Norte, Puerto Rico, South Carolina, y Tennessee.
En 2021, Cunza fue seleccionado como uno de los 44 participantes para el prestigioso programa de Liderazgo de Nashville de 2021-2022 (Leadership Nashville).